# Station Tillières
Station Tillières is gesloten een spoorwegstation in de Franse gemeente Tillières-sur-Avre.